# Quimotripsina
La quimotripsina (Nombre EC 3.4.21.1, chymotrypsin, chymotrypsins A and B, alpha-chymar ophth, avazyme, chymar, chymotest, enzeon, quimar, quimotrase, alpha-chymar, alpha-chymotrypsin A, alpha-chymotrypsin) és un enzim digestiu sintetitzat per les cèl·lules acinars del pàncrees que conté un residu de serina molt reactiu. S'encarrega de la degradació de proteïnes (proteòlisi) durant la digestió, formant part del suc pancreàtic. El seu lloc d'actuació principal és el duodè, on realitza el trencament selectiu d'enllaços peptídics contigus a l'extrem carboxil d'aminoàcids hidròfobs voluminosos (tirosina, triptòfan, fenilalanina i metionina). La quimotripsina escindeix específicament els enllaços peptídics que contenen un anell aromàtic a la cadena lateral. Aquesta estructura encaixa amb una “butxaca hidròfoba” de l'enzim, denominada S1. La unió de la cadena lateral específica amb la “butxaca hidrofòbica” col·loca l'enllaç peptídic en el centre actiu de l'enzim, per procedir a la seva ruptura.

## Estructura
L'estructura tridimensional de la quimotripsina va ser resolta per David Blow l'any 1967. Té una estructura tridimensional semblant a una esfera i formada per tres cadenes polipeptídiques enllaçades amb ponts disulfur.
Se sintetitza com un polipèptid únic, el quimotripsinogen, el qual s'activa amb la ruptura proteolítica del polipèptid per proporcionar tres cadenes.
La cadena lateral de la Serina 195 forma un pont d'hidrogen amb l'anell imidazole de la Histidina 57 i el grup carboxilat de l'Àcid Aspàrtic 102 forma un pont d'hidrogen amb el grup amino d'aquest anell. Això constitueix la zona plana anomenada tríada catalítica.
Aquest examen de l'estructura amb anàlegs del substrat i inhibidors enzimàtics va permetre el descobriment d'una estructura hidrofòbica amb forma de bossa en la qual poden entrar les cadenes laterals llargues i no carregades de residus com la fenilalanina i el triptòfan. La unió de la cadena lateral apropiada dins aquesta bossa permet que al centre actiu s'hi col·loqui l'enllaç peptídic adjacent per al seu trencament.

## Formació i activació

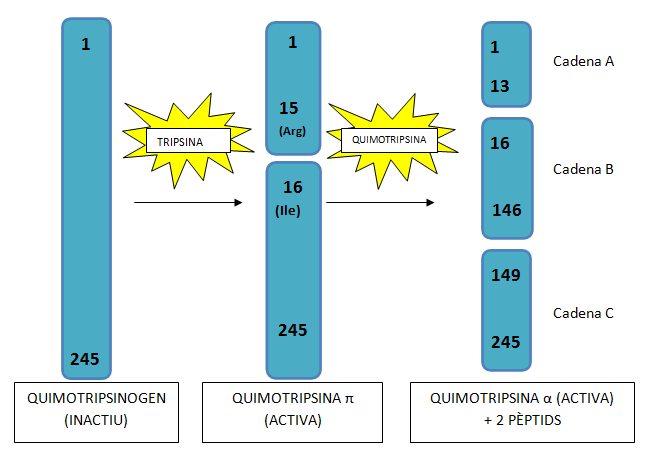
Quimotripsina: formació i activació

La quimotripsina es forma a conseqüència de la proteòlisi del quimotripsinogen (precursor inactiu) per la tripsina.
El quimotripsinogen se sintetitza en les cèl·lules acinars del pàncrees, de la mateixa manera que altres zimògens i enzims digestius.
Després de la seva síntesi, la molècula és emmagatzemada en grànuls rodejats per membrana. Aquests són acumulats a l'àpex de les cèl·lules acinars fins que tingui lloc la seva alliberació estimulada per senyals hormonals o impulsos nerviosos, moment en el qual el contingut d'aquests grànuls és alliberat al conducte que condueix fins al duodè.
El quimotripsinogen està constituït per una única cadena polipeptídica de 245 residus d'aminoàcids; en aquesta forma no té gairebé activitat enzimàtica.
Aquesta cadena de quimotripsinogen es convertirà en un enzim completament actiu quan la tripsina talli l'enllaç peptídic entre l'arginina 15 i la isoleucina 16. En aquest moment l'enzim resultant rep el nom de Quimotripsina π, el qual actuarà sobre altres molècules iguals, separant així dos pèptids i originant la Quimotripsina α (forma més estable de l'enzim).
La quimotripsina α està formada per 3 cadenes que estan unides entre si per dos ponts disulfur intercatenaris i té una forma aproximadament esfèrica.
El que val la pena remarcar en tot aquest procés d'activació, és que l'escissió d'un únic enllaç peptídic específic, converteix la proteïna des d'una forma catalíticament inactiva a una altra plenament activa.
L'escissió de l'enllaç peptídic entre els aminoàcids 15 i 16 desencadena canvis en la conformació i estructura de la molècula, que afavoreixen a la formació del centre actiu que permetrà l'acoblament amb el substrat. El centre actiu es troba a la superfície de la molècula, rodejat per la serina 195 i cadenes laterals.
En la seva forma inicial la quimotripsina es troba com a precursor enzimàtic inactiu (Quimotripsinogen) per evitar que l'activitat enzimàtica degradi el pàncrees.

## Activitat i cinètica
La quimotripsina in vivo és un enzim intestinal proteolític o de digestió del grup de les serina proteases que actua en els sistemes digestius dels mamífers i altres organismes.
La família de serina proteases la constitueixen enzims que, al lloc de fixació del substrat, tenen un residu de serina activat de manera que hidrolitza catalíticament els enllaços peptídics.
Molts descobriments sobre el mecanisme d'acció de la quimotripsina es basen en assajos d'inhibició i de cinètiques dels substrats mencionats, aprofitant que el trencament del substrat p-nitrofenil de N-acetil-L-fenilamina dona lloc al p-nitrofenolat, el qual té color groc i permet mesurar la seva concentració mitjançant tècniques d'absorbància a 400-410 nm. En aquestes condicions d'estat estacionari el trencament d'aquest substrat obeeix a la cinètica de Michaelis-Menten. La fase inicial s'examina utilitzant la tècnica de fluid aturat, que permet la barreja ràpida de l'enzim i el substrat i que va revelar una “fase explosiva” durant la qual es produeix ràpidament el producte de color groc. En estat estacionari es genera de nou més lentament. Es conclou que la hidròlisi té lloc en dos passos.
La quimotripsina facilita el trencament dels enllaços peptídics per reaccions hidrolítiques; un procés que, tot i ser termodinàmicament favorable, té lloc de forma extraordinàriament lenta en absència de catalitzadors. En aminoàcids hidrofòbics voluminosos trenca de manera selectiva els enllaços peptídics de l'extrem carboxil. Així, els seus principals substrats inclouen el Triptòfan, la Tirosina, Fenilamina o Metionina.
Trenca els enllaços peptídics actuant sobre el grup carbonil no reactiu amb un potent nucleòfil, el residu 195 de la Serina. El residu de Serina de la quimotripsina és summament reactiu i s'uneix covalentment al substrat formant un intermediari enzim-substrat. S'ubica al centre actiu juntament amb la Histidina 57 i l'Àcid Aspàrtic 102 constituint la tríada catalítica del centre actiu.
Els centres actius de les proteases de Serina tenen un conjunt característic d'aminoàcids: la tríada de proteasa de Serina. Moltes proteïnes tenen tríades catalítiques similars que es diferencien bàsicament en l'especificitat: la quimotripsina trenca l'enllaç peptídic després de residus amb cadenes llargues laterals apolars o aromàtiques. Tenint en compte el sistema de numeració, la tríada catalítica de la quimotripsina la constitueixen Asp102, Hist57 i Ser195. Mitjançant estudis amb l'enzim cristal·litzat unit a anàlegs de substrat s'ha descobert que, en el centre actiu, aquests residus són molt propers.
Aquesta disposició de residus condueix a l'alta reactivitat de la Serina 195.
Així, l'anell imidazole de la Histidina, situat entre el grup carboxil de l'Aspartat i el grup hidroxil de la Serina 195 es troba pròxim a la cadena lateral de Serina, i polaritza el seu grup hidroxil deixant-lo preparat per a la deprotonació. El substrat accepta el protó del grup hidroxil de la Serina 195 de manera que aquesta funciona com a catalitzador bàsic general. La retirada del protó del grup hidroxil genera un ió alcòxid que té molt més poder nucleofílic que un alcohol. L'oxigen nucleòfil de l'hidroxil de la Ser 195 llança un atac contra el carboni carbonílic del substrat i es forma un intermediari tetraèdric o estat de transició que s'uneix a l'enzim principalment per l'eficiència catalítica de les proteases de Serina.
L'intermediari tetraèdric es descompon després per formar l'intermediari acil-enzim unit de manera covalent. En els últims passos s'inverteixen els dos passos previs. El residu de l'Aspartat polaritza la Histidina i permet que actuï com a base general, ja que orienta el grup imidazole convertint-lo en un millor acceptor de protons. S'hidrolitza l'intermediari acil-enzim per alliberar el component àcid carboxílic del substrat i regenerar l'enzim lliure. Es trenca l'enllaç entre l'oxigen de la Serina i el carboni carbonílic del substrat i la Serina torna a formar un enllaç hidrogen amb la His 57.
Es podria dir, per tant, que la reacció de la quimotripsina amb el seu substrat té lloc en dues etapes: una primera fase d'ignició o explosió i un estat estacionari posterior tot seguint la cinètica de Michaelis-Menten. La forma d'actuar es pot explicar com una hidròlisi que té lloc en dues fases: la formació de l'intermediari i el posterior retorn de l'enzim a l'estat original.
En altres paraules, el mecanisme d'hidròlisi peptídica il·lustra els principis de la catàlisi acido-bàsica i covalent. La reacció té lloc en 8 passos:
1. Unió del substrat
2. Atac nucleofílic de la serina sobre el grup carbonil peptídic: L'Oxigen de la cadena lateral de la Serina 195 realitza un atac nucleofílic sobre l'àtom de carboni carbonílic de l'enllaç peptídic diana del substrat. La disposició plana de tres àtoms se substitueix ara per un tetraedre de quatre àtoms enllaçats al carboni carbonílic. És una estructura inestable amb una càrrega negativa sobre l'àtom d'oxigen derivat del grup carbonil. El grup amino d'un aminoàcid situat en el centre denominat cavitat de l'oxianió s'encarrega d'estabilitzar aquesta càrrega el temps suficient perquè es trenqui l'enllaç peptídic.
3. Col·lapse de l'intermediari tetraèdric
4. Alliberament del component amino. : El component amino es troba ara lliure per apartar-se de l'enzim.
5. Unió de l'aigua: La deciclació s'inicia quan una molècula d'aigua se situa en el lloc ocupat anteriorment pel component amino del substrat.
6. Atac nucleofílic de l'aigua sobre l'intermediari acil-coenzim: El grup èster de l'acil-enzim s'hidrolitza ara mitjançant un procés que bàsicament és la repetició dels passos 2,3, i 4. La Histidina 57 actua com un catalitzador bàsic general, separant el protó de la molècula d'aigua. L'ió hidròxid que s'obté ataca l'àtom de carboni carbonil del grup acil, formant un intermediari tetraèdric.
7. Col·lapse de l'intermediari tetraèdric: Aquesta estructura es descompon per formar el producte àcid carboxílic.
8. Alliberament del component àcid carboxílic: Finalment, l'alliberament del producte àcid carboxílic posa a punt l'enzim per desenvolupar un altre cicle catalític.

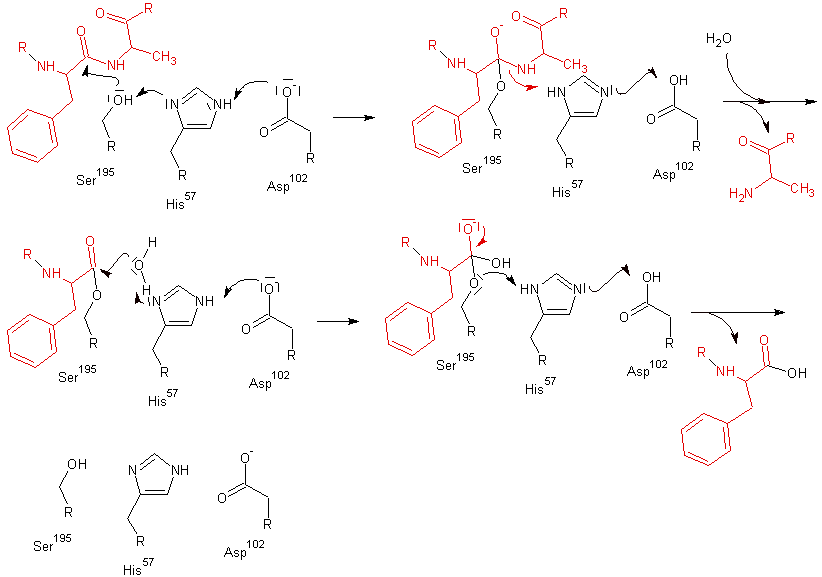
Mecanisme de reacció

El residu de serina del centre actiu té un paper especialment important en els mecanismes catalítics d'aquest grup d'enzims. Les proteases de serina s'inhibeixen de forma irreversible pel DPF (diisopropilfluorofosfat). En els enzims inhibits pel DPF l'inhibidor està unit de forma covalent només a la Ser 195 i no a cap altra de les 29 Serines. Aquesta reacció de modificació química va suggerir que aquest residu de serina especialment reactiu duia a terme un paper central en el mecanisme catalític de la quimotripsina.
La Serina 195 no està dissociada a pH 7’4, per això, és necessari tot aquest mecanisme per ionitzar aquest grup fortament bàsic.
El centre actiu no és un receptor passiu per la unió del substrat sinó una màquina molecular complexa que utilitza mecanismes químics diversos per facilitar la conversió del substrat en producte. Un d'aquests mecanismes consisteix a proporcionar grups catalítics que augmenten la probabilitat que es formi l'estat de transició. En alguns enzims, aquests grups poden participar en catàlisis àcides o bàsiques generals, en les quals restes d'aminoàcids proporcionen o accepten protons. En altres enzims, la catàlisi pot implicar la formació transitòria d'un complex covalent ES que actua com a intermediari en la seqüència de la reacció. El mecanisme d'acció de la quimotripsina abarca, en primer lloc, les ja descrites catàlisi per base general i catàlisi per àcid general (el centre actiu pot ser electrofílic quan té càrrega positiva o nucelofílic quan té càrrega negativa) en què una Histidina del centre actiu de l'enzim guanya (base general) o perd (àcid general) protons, degut al pK de la histidina en proteïnes que estan pròximes al pH fisiològic. La Serina en el centre actiu forma un enllaç covalent amb el substrat.
En segon lloc hi ha catàlisi covalent.
La quimotripsina és un bon exemple de l'ús de la catàlisi covalent. L'enzim utilitza un nucleòfil potent per atacar el grup carbonil no reactiu del substrat. Aquest nucleòfil s'uneix covalentment al substrat durant un temps breu en el transcurs de la catàlisi.

## La Quimotripsina com a prova de detecció de patologies
L'observació dels nivells de tripsina i quimotripsina a la matèria fecal és d'utilitat per detectar disfuncions pancreàtiques o certes malalties que alteren els nivells dels enzims digestius com la fibrosi quística. Aquesta prova es realitza analitzant una sola mostra de matèria fecal de l'individu o bé les evacuacions produïdes durant un període de 72 hores.
La prova dels nivells de tripsina i quimotripsina en matèria fecal no és una prova diagnòstica, sinó una prova de detecció que caldrà complementar amb altres exàmens per confirmar el seu resultat.
Algunes de les malalties que es poden detectar mitjançant la prova de tripsina i quimotripsina són:

### Pancreatitis crònica
Com a conseqüència de la inflamació present en la pancreatitis crònica, es redueix la capacitat de l'òrgan de sintetitzar la quantitat adequada dels enzims quimotripsina i tripsina, entre d'altres. Per tant, els nivells alterats d'aquests enzims en la matèria fecal ens poden indicar una disfunció del pàncrees lligada a aquesta malaltia.

### Fibrosi quística
La fibrosi quística es produeix per la mutació en el gen que codifica la proteïna reguladora de la conductància transmembrana de la fibrosi quística (CFTR). Aquesta proteïna intervé en el pas de clorur a través de les membranes cel·lulars i la seva deficiència altera la producció de sucs gàstrics, suor, entre d'altres. Aquesta baixa secreció de sucs gàstrics (suc pancreàtic principalment) provoca que es redueixi l'absorció de nutrients com els lípids procedents de la dieta. La prova de la tripsina i quimotripsina en la matèria fecal es realitza sobretot en nens per detectar la presència de fibrosi quística, ja que en la majoria dels casos es manifesta durant la infància. Uns nivells reduïts d'aquests enzims digestius respecte als normals poden indicar la presència d'aquesta malaltia, juntament amb altres símptomes i proves diagnòstiques que ho confirmin.

## Usos terapèutics
La quimotripsina és un enzim que forma part de la família dels enzims proteolítics, juntament amb la bromelina, la papaïna, la tripsina, la pancreatina i els enzims digestius, entre d'altres.
L'ús terapèutic més evident d'aquest enzim és, tenint en compte les seves propietats, que actua com una ajuda digestiva per a les persones que tenen problemes en la digestió de proteïnes. No obstant, cal tenir en compte que cap estudi ha pogut demostrar la seva eficiència en casos de dispèpsia (indigestió).
A part d'això, s'ha observat en diversos estudis que els enzims proteolítics també poden reduir el dolor i la inflamació.
L'enzimoteràpia proporciona un efecte analgèsic retardat en el qual hi intervenen dos mecanismes. Per una banda, els enzims proteolítics desdoblen els mediadors inflamatoris (cinines i prostaglandines) que estimulen directament els receptors del dolor. Per l'altra, activen la desgranulació de proteïnes plasmàtiques i els complexos immunitaris desplaçats al teixit a través de la seva dissociació mitjançant l'estimulació de la fagocitosi.
Això provoca una reducció de l'edema, que comporta la disminució de la pressió sobre el nervi i, per tant, un alleujament del dolor.
Aquesta capacitat fa que els enzims proteolítics puguin ajudar a reduir les molèsties provocades per lesions, mal de coll, osteoartritis i neuràlgies postherpètiques (efecte posterior de l'herpes).
Encara que els estudis científics sobre el tema no hagin obtingut uns resultats determinants, els enzims proteolítics també s'utilitzen per a facilitar la recuperació posterior a la cirurgia (per exemple, en el cas de la cirurgia de cataractes).
A més a més, estan demostrats els efectes positius en la recuperació de fractures de les mans i de cremades.
Un altre procediment, ideat per Joaquim Barraquer, que utilitza la quimotripsina és la zonulosi enzimàtica, que consisteix a injectar quimotripsina intraocularment perquè dissolgui la zònula i faciliti l'extracció del cristal·lí.
Cal afegir que els enzims proteolítics tenen un paper molt important en el camp de la medicina alternativa, on s'utilitzen per reduir els símptomes de les al·lèrgies alimentàries així com per tractar malalties autoimmunitàries com l'artritis reumatoide o el lupus.
A més, l'ús de la quimotripsina amb fins terapèutics té molta importància en el camp de la veterinària. Per començar, s'utilitza en processos inflamatoris en teixits tous localitzats com edemes, tumors d'origen traumàtic i hematomes, entre d'altres. També és útil en inflamacions d'origen infecciós i en teixits necròtics, ja que la quimotripsina té la capacitat d'eliminar-ne les cèl·lules mortes. La insuficiència pancreàtica exocrina, malaltia d'algunes races canines, també es tracta amb quimotripsina.
En cirurgia veterinària, es fa servir per evitar adherències, fibrosis de teixits i cicatrització queloidal i també participa en els tractaments de processos de mastitis bobina.
En qualsevol dels casos esmentats, la quimotripsina administrada s'extreu del pàncrees de diferents animals mamífers. En cas d'utilitzar-la com a complement alimentari, la quimotripsina és comparable a la bromelaïna i la papaïna, extretes de la pinya i la papaia, respectivament. Tenint en compte que l'àcid estomacal és capaç de destruir els enzims proteolítics, normalment aquests es recobreixen amb una preparació, anomenada coberta entèrica, que no es dissol fins que no ha arribat a l'intestí.

## Informació d'interès

### Tècniques per determinar la seqüència d'aminoàcids d'una proteïna
Tot i que, per determinar l'estructura primària d'una proteïna, és molt més senzill fer-ho a partir de la seqüència de DNA o de RNA missatger que conté la seva informació per ser sintetitzada, és interessant realitzar la seqüenciació d'aminoàcids partint de la mateixa proteïna per tal d'identificar possibles errors durant i després de la biosíntesi d'aquesta i també per relacionar quina és la seqüència de gens que la codifica.
Per tal de poder dur a terme aquesta seqüenciació, es necessiten proteïnes pures i s'han de determinar el nombre de cadenes que tenen; per tant, s'han de trencar els enllaços covalents (en cas que hi siguin) que uneixen les diverses cadenes polipeptídiques. La seqüenciació d'aquestes cadenes es realitza per la reacció d'Edman o per espectroscòpia de masses.
Amb la reacció d'Edman només es poden seqüenciar les cadenes polipeptídiques de menys de 30 o 40 aminoàcids. Les cadenes més llargues, doncs, s'hauran d'hidrolitzar per tal de trencar-les en fragments que puguin ser analitzats. Aquesta hidròlisi es pot dur a terme tant per mètodes químics com enzimàtics. La quimotripsina forma part del mètode enzimàtic i s'utilitza per hidrolitzar enllaços peptídics del costat del COOH dels residus aminoàcids amb cadenes laterals apolars de gran mida.

### Evolució convergent
Es coneix amb el nom d'evolució convergent el procés pel qual unes vies evolutives molt diferents arriben a la mateixa solució davant del mateix problema. En el cas de les proteïnes, això explica per què hi ha proteïnes que, havent evolucionat de manera independent, convergeixen en una estructura molt similar quan han de dur a terme funcions semblants.
Un clar exemple d'això el podem trobar entre la quimotripsina i la subtilisina. Aquestes proteïnes utilitzen el mateix mecanisme (o, cosa que és el mateix, la mateixa solució mecanicista) a l'hora d'hidrolitzar els pèptids. No obstant, les seves estructures globals (la quimotripsina està formada, bàsicament, per làmines beta mentre que la subtilisina conté moltes estructures alfa-helicoïdals) són tan diferents que és realment improbable que tinguin cap avantpassat comú. S'ha de tractar clarament, doncs, d'un cas de convergència evolutiva.

### Ús en anàlisis enzimàtiques
Com moltes proteases, la quimotripsina també hidrolitza enllaços èster in vitro, característica que permet la utilització de substrats anàlegs com l'èster N-acetil-L-fenilalanina-p-nitrofenil amida per anàlisis enzimàtiques.